# 미에현 제4구
미에현 제4구(일본어: 三重県第4区)는 일본의 중의원 선거구이다. 1994년 공직선거법이 개정되면서 신설되었다.

## 지역
- 이세시
- 오와세시
- 도바시
- 시마시
- 구마노시
- 다키군
- 와타라이군
- 기타무로군
- 미나미무로군

## 역대 국회의원
- 다무라 노리히사 (소속 정당: 자유민주당, 임기: 1996년 ~ 2009년)
- 모리모토 데쓰오 (소속 정당: 민주당, 임기: 2009년 ~ 2012년)
- 다무라 노리히사 (소속 정당: 자유민주당, 임기: 2012년 ~ 2017년)
- 미쓰야 노리오 (소속 정당: 자유민주당, 임기: 2017년 ~ 현재)